# Tommy Seebach
Tommy Seebach, ursprungligen Tommy Seebach Mortensen, född 14 september 1949 i Köpenhamn, död 31 mars 2003 i Klampenborg, var en dansk musiker, pianist, kompositör och sångare
.
Han var på 60-talet med i den danska popgruppen Sir Henry and his Butlers där han spelade orgel och sjöng.
Seebach är mest känd för sina många bidrag till Dansk Melodi Grand Prix och Eurovision Song Contest, då särskilt under 1980-talet. Tommy Seebach är far till sångaren Rasmus Seebach och musikproducenten Nikolai Seebach.

## Karriär
Seebach inledde sin musikkarriär när han var 14 år gammal som organist i gruppen The Colours och därefter följde en hel del olika grupper där han var sångare och spelade keyboard.
År 1965 gick han med i gruppen Sir Henry and his Butlers och blev därmed rikskänd i Danmark. Han kom att bli "Sir Henrys" flitigaste låtskrivare och låg bakom många av deras framgångsrika låtar.
1975 påbörjade Seebach en framgångsrik solokarriär under vilken han bland annat fick representera Danmark i Eurovision Song Contest tre gånger.
I Eurovision Song Contest 1993 fick bidraget Under stjernerne på himlen en bottenplacering och efter detta utvecklades Seebachs karriär till att nästan likna ett fiasko.
Den sista tiden av sin karriär höll han en ganska låg offentlig profil och turnerade runt på mindre diskotek och spelade sina gamla hitlåtar.

## Vacklande hälsa och bortgång
Seebach avled 2003 efter en hjärtinfarkt vid färd till arbetet på nöjesfältet Dyrehavsbakken i Danmark. Han hade under många år stora alkoholproblem men lyckades flera gånger att återkomma till musiken. Låten Under stjernerne på himlen som var 1993 års bidrag, lämnade Seebach in till Dansk Melodi Grand Prix redan 1991 men Danmarks Radio avvisade bidraget eftersom man rädd för alkoholrelaterade skandaler i direktsänd TV.
Han drabbades tidigare av ett hjärtstillestånd den 25 januari 2001 men då lyckades ambulanspersonalen få i gång hjärtat under färden till sjukhuset.
"Om jag hade tänkt på konsekvenserna av ett alkoholmissbruk som 20-åring, hade jag hållt mig långt borta från flaskan" sade han i en intervju i Ekstra Bladet.
Tiden efter hjärtstilleståndet levde han som nykter alkoholist och tog regelbundet Disulfiram.

## Dokumentär
År 2010 lanserades "Tommy", regissören Samid Saifs dokumentär om Seebach liv. Med många av Seebach privata videor samt klipp från TV och intervjuer med hans änka, barn och kollegor i branschen, dokumenteras hans offentliga framträdanden och privata liv, med fokus både på hans framgångar och hans personliga undergång. 
Filmen fick fyra stjärnor av sex av tidningarna Politiken, Berlingske Tidende och Ekstra Bladet. Vid en annan ceremoni tilldelade Berlingske Tidende dokumentären sex stjärnor av sex. Dagbladet beskrev det som "... en historia om en konstnär som blev ett offer för den musikaliska genre som han själv hade hjälpt förnya, och som, i stället för att få det breda erkännande han hade längtat efter hela sitt liv, slutade med en status någonstans mellan nationella arvet och kitsch clown ...". Politiken recenserade filmen som "värdig, värt att se och röra", Ekstra Bladet "ett rörande porträtt av en man fångad mellan musik, hans familj och flaskan ".

## Bidrag till Dansk Melodi Grand Prix
Seebach deltog åtta gånger Dansk Melodi Grand Prix med följande bidrag.
- 1979 - Disco Tango (Musik: Tommy Seebach, Text: Keld Heick)
- 1980 - Bye-Bye (framfördes av gruppen Lecia og Lucienne. Seebach, Heick)
- 1981 - Krøller eller ej (duett med Debbie Cameron. Seebach, Heick)
- 1982 - Hip hurra det min fødselsdag (Musik: Seebach & Vivian Johansen, Text: Heick)
- 1984 - Pyjamas for 2 (Seebach, Heick)
- 1985 - Det der jeg altid har sagt (Seebach, Heick)
- 1987 - Det' Gratis (Seebach, Heick)
- 1993 - Under stjernerne på himlen (Seebach, Heick)

År 1979, 1981 och 1993 vann bidragen och gick vidare till Eurovision Song Contest.
"Disco Tango" kom på 6:e plats, "Krøller eller ej" kom på 11:e plats medan bidraget "Under stjernerne på himlen" kom på en snopen 22:a-plats, vilket ledde till att Danmark fick stå över från tävlingen 1994.

## Övrigt
Under våren 2005 utsågs musikvideon till Tommy Seebachs cover på The Shadows "Apache" av programmet 100 höjdare till världens 98:e roligaste ögonblick.